# 真夏の夜の夢 (野口五郎の曲)
「真夏の夜の夢」（まなつのよるのゆめ）は、1979年4月21日に発売された野口五郎の30枚目のシングルである。

## 概要
野口が少年時代からの特技であるエレキギターを弾きながら歌唱した楽曲。バックコーラスにEVEが参加していた。ものまねタレントのコロッケは「早送りバージョン」と称し、形態模写のレパートリーとしている。

## 収録曲
- 全曲作詞：阿久悠／作曲・編曲：筒美京平

1. 真夏の夜の夢
2. ローリング・サマー